# Roman Rautner
Roman Rautner (* 27. Dezember 1925 in Wien; † 8. Jänner 2001 ebenda) war ein österreichischer Politiker (SPÖ).

## Ausbildung und Beruf
Rautner wuchs als Sohn eines Metallgießers und einer Bedienerin mit fünf Geschwistern in sehr beengten Verhältnissen auf. Nach dem Tod seines Vaters, der unter mysteriösen Umständen 1938 ums Leben kam, musste Raunter als Dreizehnjähriger für den Familienunterhalt sorgen. Rautner arbeitete ab zwei Uhr morgens aushilfsmäßig bei einem Bäcker, lieferte das Gebäck per Handwagen aus und war zudem im Anschluss als Hilfsarbeiter bei der Bahn tätig. Ab 1940 erlernte Rautner den Beruf des Maurers und legte die Lehrabschlussprüfung ab. Nach dem Lehrabschluss wurde Rautner zur Wehrmacht eingezogen und geriet während des Krieges in britische Kriegsgefangenschaft. Nach seiner Entlassung aus der Kriegsgefangenschaft arbeitete Rautner in einem Kohlebergwerk im Bregenzer Wald und wurde danach Steinmaurer bei der Niederlassung Salzburg der Porr. Dort wirkte Rautner ab 1948 als Betriebsrat und wurde Vorstandsmitglied der Gebietskrankenkasse und Mitglied des Berufungssenats beim Arbeitsgericht.

## Politik und gewerkschaftliches Engagement
Während der sogenannten „Olah-Krise“ berief die Gewerkschaft Rautner nach Wien, wo dieser zum stellvertretenden Vorsitzenden der Gewerkschaft der Bau- und Holzarbeiter aufstieg und 1978 das Amt des Vorsitzenden übernahm. Rautner hatte den Vorsitz in der Gewerkschaft bis 1986 inne. Ab 1979 war Rautner zudem stellvertretender Präsident des Österreichischen Gewerkschaftsbundes. Rautner hatte des Weiteren zwischen 1976 und 1982 das Amt des Obmanns der Bauarbeiter-Urlaubs- und Abfertigungskasse inne und erwarb sich in dieser Funktion hohes Ansehen durch die Weiterentwicklung der Rechte der Bauarbeiter. Auf Grund seines Engagements in der internationalen Gewerkschaftsbewegung folgte 1979 die Wahl zum Vizepräsidenten des Internationalen Bundes der Bau- und Holzarbeiter. 
Rautner wurde durch die Landtags- und Gemeinderatswahl 1973 über ein Reststimmenmandat in den Wiener Landtag und Gemeinderat gewählt und am 21. Oktober 1973 angelobt. Er war bis zum 24. April 1983 Abgeordneter und wechselte am 27. Mai 1983 in den Wiener Stadtsenat bzw. die Wiener Landesregierung. Er gehörte der Landesregierung während der Amtszeit der Regierungen Gratz IV und Zilk I an, wobei er das Ressort Bauten innehatte. Rautner schied 1986 aus gesundheitlichen Gründen aus dem Amt, nachdem er kurz zuvor auch seine Funktion als Gewerkschaftsvorsitzender niedergelegt hatte.

## Sonstiges
Nach seinem Tod wurde Rautner in einem Ehrengrab der Stadt Wien auf dem Leopoldauer Friedhof beigesetzt. Er war von 1980 bis zu seinem Ausschluss 1990 Mitglied der Freimaurerloge Fraternitas.